# Parafia św. Jakuba Apostoła w Wielowiczu
Parafia św. Jakuba Apostoła w Wielowiczu – parafia rzymskokatolicka w dekanacie Sępólno Krajeńskie w diecezji bydgoskiej.
Erygowana w 1747.
Miejscowości należące do parafii: Borówki, Jastrzębiec, Młynki, Płosków, Rogalin, Roztoki, Szynwałd, Wielowicz, Wielowiczek i Wysoka Krajeńska.